# Ranger 2

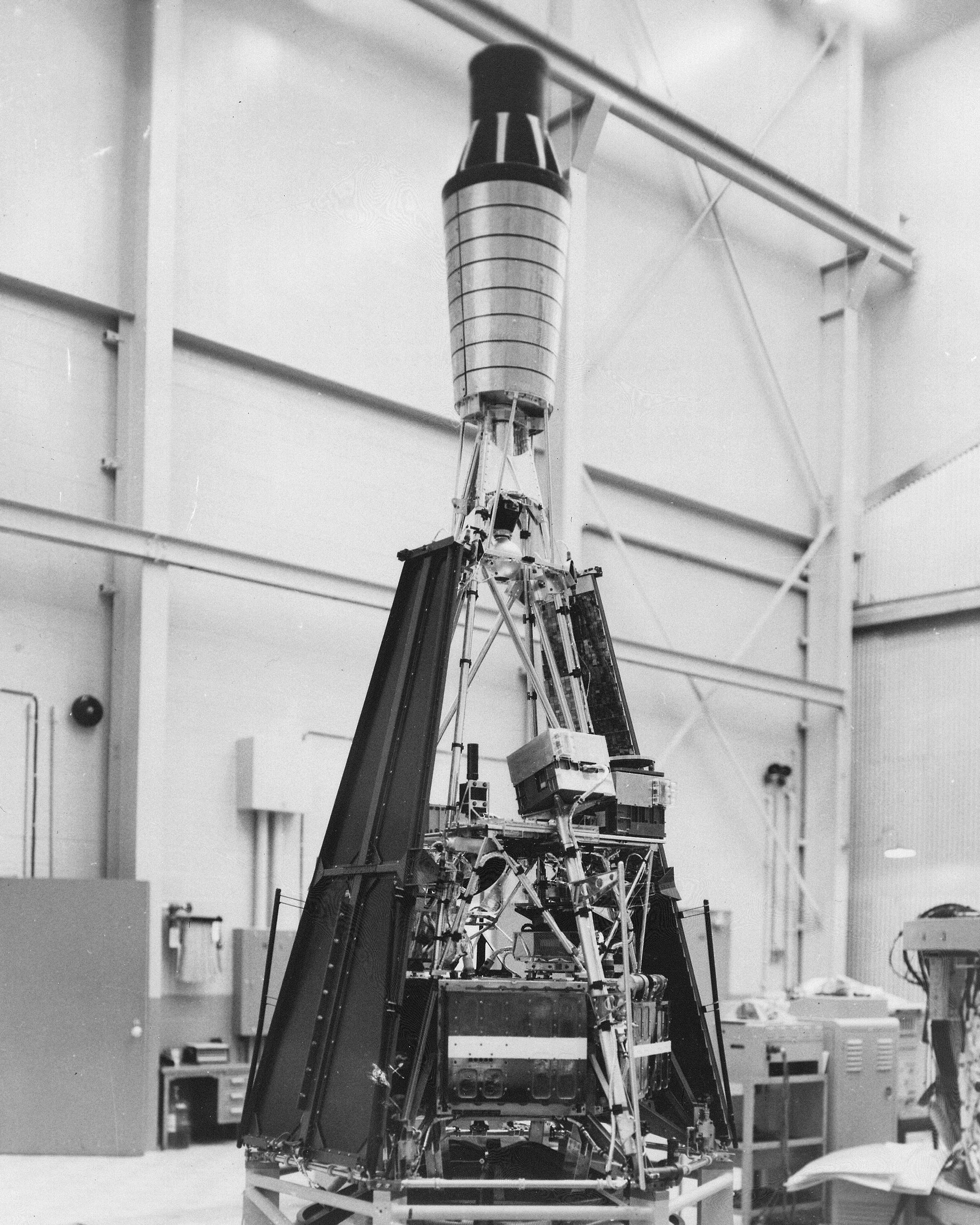
Ranger 2

De Ranger 2 was de tweede testvlucht in het Ranger-programma als voorbereiding voor toekomstige vluchten naar de maan. 
Daarnaast was het doel ook om onderzoek te doen naar de interplanetaire ruimte. De Ranger 2 werd op 18 november 1961 gelanceerd.
Net als tijdens de Ranger 1 missie ging het mis toen de draagraket de Ranger naar een hogere baan om de aarde probeerde te brengen. Hierdoor bleef de Ranger 2 in een lage baan waarna hij op 20 november 1961 terugkeerde naar de aarde. 